# Jackie Orszaczky
Jackie Orszaczky (8 mai 1948, Budapest - 3 février 2008, Sydney) est un musicien, arrangeur et producteur de disque de jazz, blues, rhythm and blues et de funk hongrois vivant en Australie jouant principalement de la guitare basse mais aussi de nombreux autres instruments.

## Jeunesse
Orszaczky étudie le piano et le violon à Budapest. 

## Carrière
(novembre 2015).

## Discographie sélective
- 2007 - Family Lore, Jackie Orszaczky and the Grand Masters
- 2004 - Shacked Up In Paradise, Tina Harrod, produced by J Orszaczky
- 2001 - Deserted Downtown
- 1994 - Syrius: Most, Múlt, Lesz
- 1975 - Morning in Beramiada
- 1971 - Syrius: Devil's Masquarade

## Famille
Orszaczky collaborait professionnellement avec sa compagne la chanteuse Tina Harrod. Ils ont deux filles.